# (6011) Tozzi
(6011) Tozzi (1990 QU5) – planetoida z pasa głównego asteroid okrążająca Słońce w ciągu 4,48 lat w średniej odległości 2,72 j.a. Odkryta 29 sierpnia 1990 roku.